# Merops
Merops é o género de aves coraciformes que integra a grande maioria dos abelharucos. Há, contudo, três espécies de abelharucos que não pertencem a este grupo e estão classificadas nos géneros Meropogon ou 	Nyctyornis.
O género Merops é nativo do Velho Mundo e os seus membros caracterizam-se pela plumagem de coloração exuberante. Estas aves alimentam-se principalmente de insectos, nomeadamente abelhas e vespas caçadas em voo.

## Espécies
- Abelharuco-de-cabeça-preta, Merops breweri
- Abelharuco-de-cabeça-azul, Merops muelleri
- Abelharuco-de-bigodes, Merops mentalis
- Abelharuco-preto, Merops gularis
- Abelharuco-andorinha, Merops hirundineus
- Abelharuco-pequeno, Merops pusillus
- Abelharuco-de-peito-azul, Merops variegatus
- Abelharuco-etíope, Merops lafresnayii
- Abelharuco-montês, Merops oreobates
- Abelharuco-de-garganta-vermelha, Merops bulocki
- Abelharuco-de-testa-branca, Merops bullockoides
- Abelharuco-somali, Merops revoilii
- Abelharuco-de-garganta-branca, Merops albicollis
- Abelharuco-de-böhm, Merops boehmi
- Abelharuco-verde-africano, Merops viridissimus
- Abelharuco-verde-árabe, Merops cyanophrys
- Abelharuco-verde-asiático, Merops orientalis
- Abelharuco-persa, Merops persicus
- Abelharuco-malgaxe, Merops superciliosus
- Abelharuco-de-cauda-azul, Merops philippinus
- Abelharuco-australiano, Merops ornatus
- Abelharuco-de-garganta-azul, Merops viridis
- Abelharuco-filipino, Merops americanus
- Abelharuco-de-cabeça-castanha, Merops leschenaulti
- Abelharuco-europeu Merops apiaster
- Abelharuco-rosado, Merops malimbicus
- Abelharuco-núbio, Merops nubicus
- Abelharuco-carmim, Merops nubicoides